# Cachoeira Queima-Pé
A Cachoeira Queima-Pé é uma queda-d'água localizada na Rodovia MT 358, no estado brasileiro do Mato Grosso, a 6 Km do centro da cidade de Tangará da Serra. A cachoeira é formada pelo Rio Queima-Pé, possui 18 metros de altura, onde é possível tomar banho na Cachoeira e praticar esportes radicais como rapel guiado e cascading.

## Tingimento
No dia 25 de setembro de 2022, foram postados em redes sociais vídeos e imagens mostrando um casal fazendo um chá revelação onde tingia de azul a cachoeira Queima-Pé, localizada em uma propriedade privada, cujo dono informou que apenas cedeu o local. Após as postagens terem sido feitas, elas viralizaram no mesmo dia e os internautas imediatamente criticaram o acontecido, fazendo que os convidados do evento apagassem as postagens de suas contas. A repercussão atraiu a atenção da Secretaria de Estado de Meio Ambiente de Mato Grosso (Sema-MT) que no dia seguinte enviou equipes de fiscalização para vistoriar a cachoeira e encaminharam os relatórios à Polícia Civil para investigação. Anderson Reis, um dos responsáveis pelo chá revelação, informou ao g1 que nenhum produto químico havia sido usado e que não sabia que a a cachoeira seria tingida. De acordo com o MP, Raijan Mascarello, tio da gestante e o responsável por tingir a água, informou que usou um produto chamado “Lagoa Azul” para tingir a cachoeira, mas não apresentou nota fiscal da compra e nem a embalagem do produto ao órgão ambiental.
Segundo a Sema-MT, as amostras d'água não apresentaram alteração na qualidade, mas ainda houve "conduta em desacordo com a legislação", de modo que Mascarello foi multado em R$10.000 por "lançar resíduos sólidos, líquidos ou gasosos ou detritos, óleos ou substâncias oleosas em desacordo com as exigências estabelecidas em leis ou atos normativos", conforme dispõe o artigo 62, inciso V do decreto federal nº 6.514/2008. Após ser multado, Mascarello se defendeu dizendo que não sabia que precisava de permissão para tingir um rio e, em entrevista ao Fantástico, ele disse aos "ecochatos" que tinha usado um produto biodegradável que não fazia nada contra o meio ambiente além de colorir a água.
Em maio de 2024, o Ministério Público de Mato Grosso (MPMT) - que acompanhou as investigações - entrou com um pedido na Justiça para que o responsável pagasse R$89.826,52 de indenização por danos ambientais e pelo menos R$100 mil por danos ambientais extrapatrimoniais, afirmando que, dentre as irregularidades cometidas, o fabricante do corante utilizado contraindicava o seu uso em uma corrente aberta do fluxo de água, como é o caso da cachoeira e que a introdução do corante na Cachoeira Queima-pé violava os padrões de qualidade estabelecidos pela Resolução Conama 357/2005. O MPMT também requereu que o réu fosse condenado “à obrigação de não fazer consistente em não causar novos danos ao meio ambiente, sobretudo, em se abster de lançar novamente substância química em pó em curso d’água natural com o objetivo de alterar sua cor, sem autorização do órgão ambiental”.